# Romain Chatton
Pour les articles homonymes, voir Chatton.
Romain Chatton, né le 6 juillet 1876 à Romont et mort le 7 janvier 1941 à Fribourg, est une personnalité politique suisse, membre du Parti conservateur.